# 乙酸异丁香酚酯
乙酸异丁香酚酯（英語：Isoeugenyl acetate），别名乙酸异丁子香酚酯，是一种有机化合物，化学式C12H14O3，天然存在于茴香等物种。为白色晶体，熔点80-81°C，沸点282-283°C，相对密度为1.087，大鼠口服半数致死量为3.45 g/kg，兔子皮试半数致死量＞5 g/kg。
其具有丁香和康乃馨似香味，并略有香荚兰和草莓样的香调，尝起来略有先辣后甜味。主要用于日化品和食品香精。香气稳定，在香水、肥皂、化妆品中主要用于调制丁香花等花香型香精，也可作为康乃馨香精以及法式香精的定香剂，它在碱性介质中比丁香酚稳定，故一般用于皂用香精配方中。在食品中用于调制树莓、草莓、浆果和辛香型等食用香精，是FEMA认定的公认安全（GRAS）物质，已通过美国和欧盟批准用于食品中。其通过异丁香油酚与醋酸酐进行乙酰化反应得到粗品，随后经过洗涤和精馏得到精制的乙酸异丁香油酚酯。